# Massive Luxury Overdose
Massive Luxury Overdose (с англ. — «Огромная передозировка роскоши») — второй студийный альбом шведской поп-группы Army of Lovers, был выпущен в 1991 году, и перевыпущен в 1992 году.

## Об альбоме
Massive Luxury Overdose включает в себя ряд наиболее известных песен группы, в том числе, Obsession и Crucified, который стал хитом № 1 в чартах Финляндии, Бельгии и ещё 11 странах. В альбом также вошла новая версия песни Ride The Bullet, которая ранее уже была издана в альбоме Disco Extravaganza 1990 года.
После того, как Ла Камилла покинула группу вскоре после выхода этого альбома, ей на смену пришла Микаэла де ла Кур. В 1992 году в США коллектив переиздал альбом, включив в него четыре новые песни, и выпустив под тем же названием, но с новой обложкой, на которой была изображена уже не Ла Камилла, а Микаэла. В американское издание, однако, не вошли треки Supernatural и My Army Of Lovers.
Напомним, что синглами стали[где?] Crucified, Obsession, Candyman Messiah.
В марте 1992 года состоялись первые гастроли «Army Of Lovers». Гастрольное турне началось в Швеции, а впоследствии охватило и ряд европейских стран. Уже на тот момент было продано уже более 500 000 экземпляров по всему миру, а окончательный тираж альбома составил в итоге не менее 2 миллионов копий; из них около 70 тыс. было продано в Швеции.

## Список композиций

### 1991 MASSIVE LUXURY OVERDOSE
1. We Stand United (3.41)
2. Crucified (3.32)
3. Candyman Messiah (3.26)
4. Obsession (3.41)
5. I Cross The Rubicon (4.03)
6. Supernatural (The 1991 Remix) (4.01)
7. Ride The Bullet (The 1991 Remix) (3.44)
8. Say Goodbye To Babylon (4.24)
9. Flying High (3.40)
10. Walking With A Zombie (4.09)
11. My Army Of Lovers (3.31)

#### 1992 MASSIVE LUXURY OVERDOSE (U.S. Version)
1. Dynasty Of Planet Chromada (3.57)
2. Crucified (3.32)
3. Candyman Messiah (3.08)
4. Obsession (3.41)
5. We Stand United (3.41)
6. Say Goodbye To Babylon (4.24)
7. Ride The Bullet (3.27)
8. The Particle Song (3.27)
9. Someone Somewhere (3.15)
10. I Cross The Rubicon (4.01)
11. Flying High (3.40)
12. Walking with A Zombie (4.09)
13. Judgment Day (3.55)

## Участники записи
| - Бэк-вокал: Эрика Эссен-Мёллер, Жан-Поль Уолл, Катарина Вильчевски, Малин Бэкстрём, Ричард Эвенлинд - Сопродюсер: Пер Адебратт (треки: с 1 по 6, с 8 по 10) - Механик: Пер Адебратт (треки: с 1 по 10) - Гитара: Андерс Вольбек (треки: 1, 5, 7, 10) - Клавишные: Андерс Вольбек (треки: с 1 по 10) | - Микширование: Пер Адебратт (треки: с 1 по 10) - Перкуссия: Андре Феррари (треки: 1, 4, 5, 10) - Продюсер: Александр Бард (треки: с 1 по 10), Андерс Вольбек (треки: с 1 по 10) - Программирование: Андерс Вольбек (треки: с 1 по 10) - Саксофон: Андерс Густавсон (треки: 1, 5, 8, 10) |